# 杉山光信
杉山 光信（すぎやま みつのぶ、1945年1月16日 - ）は、日本の社会学者、東京大学社会情報研究所名誉教授、元明治大学教授。

## 略歴と人物
東京都生まれ。父は日本社会党創設者の一人である賀川豊彦の側近杉山健一郎（日本救癩協会常任理事）。1967年東京大学文学部社会学科卒、1971年同大学院社会科学研究科博士課程中退、東京大学新聞研究所助手、1974年埼玉大学教養学部専任講師、1977年大阪大学人間科学部助教授、1984年東京大学新聞研究所助教授、1988年教授、同社会情報研究所教授、2002年名誉教授、明治大学文学部教授。2015年定年退職。

## 著書
- 『戦後啓蒙と社会科学の思想 思想とその装置1』新曜社 1983
- 『現代フランス社会学の革新 思想とその装置2』新曜社 1983
- 『モラリストの政治参加 レイモン・アロンと現代フランス知識人』中公新書 1987
- 『学問とジャーナリズムの間 80年代イデオロギー批判』みすず書房 1989
- 『アラン・トゥーレーヌ 現代社会のゆくえと新しい社会運動』東信堂 シリーズ世界の社会学・日本の社会学 2000
- 『戦後日本の<市民社会>』みすず書房 2001

### 編著
- 『現代社会学の名著』編 中公新書 1989
- 『日高六郎セレクション』編 岩波現代文庫 2011

### 翻訳
- エドガール・モラン『映画 想像のなかの人間』みすず書房 1971
- エドガール・モラン『オルレアンのうわさ 女性誘拐のうわさとその神話作用』みすず書房 1973
- アラン・トゥーレーヌ『歴史への希望 現代フランスの知的状況から』新曜社 1979
- フィリップ・アリエス『〈子供〉の誕生 アンシァン・レジーム期の子供と家族生活』杉山恵美子共訳 みすず書房 1980
- M-A.デカン『流行の社会心理学』杉山恵美子共訳 岩波書店 1982
- カルロ・ギンズブルグ『チーズとうじ虫 16世紀の一粉挽屋の世界像』みすず書房 1984
- E.ル=ロワ=ラデュリ『ジャスミンの魔女 南フランスの女性と呪術』新評論 1987
- フィリップ・ベナール『デュルケムと女性、あるいは未完の『自殺論』 アノミー概念の形成と転変』三浦耕吉郎共訳 新曜社 1988
- フィリップ・アリエス『歴史の時間』みすず書房 1993
- J.カラン,朴明珍編『メディア理論の脱西欧化』大畑裕嗣共訳 勁草書房 2003
- マルク・R. アンスパック『悪循環と好循環 互酬性の形/相手も同じことをするという条件で』新評論 2012

## 参考
- 『現代日本人名録』2002年
- 明治大学